# Vuelta a España 2024/21. Etappe
Die 21. Etappe der Vuelta a España 2024 fand am 8. September 2024 statt. Sie bildete den Abschluss der 79. Austragung des spanischen Etappenrennens und wurde im Rahmen eines 24,6 Kilometer langen Einzelzeitfahrens ausgetragen. Die Strecke führte vom Distrito Telefónica im Norden von Madrid ins Zentrum der spanischen Hauptstadt. Nach der Etappe hatten die Fahrer die Gesamtdistanz von 3301,4 Kilometern absolviert.
Den Etappensieg sicherte sich der Schweizer Stefan Küng (Groupama-FDJ), der das Zeitfahren mit einem Vorsprung von 31 Sekunden vor Primož Roglič (Red Bull–Bora–Hansgrohe) gewann. Platz drei ging mit 42 Sekunden Rückstand an Mattia Cattaneo (Soudal Quick-Step). Primož Roglič fixierte seinen vierten Gesamtsieg bei der Vuelta a España.

## Streckenverlauf
Der Start erfolgte vor dem Distrito Telefónica, ehe die Strecke auf den ersten Metern über mehrere Kurven durch Las Tablas führte. Im Anschluss ging es durch Sanchinarro, bevor mit der Unterführung der M-11 die erste Zwischenzeit nach 7,9 Kilometern genommen wurde. Auf der Calle de Arturo Soria führte die Strecke in Richtung Süden, wo die M-30 über die Puente de Costa Rica gequert wurde. Die Fahrtrichtung drehte nun gen Westen und führte bis zum Plaza de Cuzco. Hier bogen die Fahrer rechts auf die Paseo de la Castellana ab. Am Plaza de Castilla wurde vor den Puerta de Europa bei Kilometer 14,1 die zweite Zwischenzeit genommen, ehe es auf der Calle de Bravo Murillo geradeaus bis zur Glorieta de Quevedo ging. Über die Calle de Eloy Gonzalo und Paseo del General Martínez Campos gelangten die Fahrer zurück auf die Paseo de la Castellana, der sie nun in Richtung Süden folgten. Vorbei an der Spanische Nationalbibliothek, dem Museo Thyssen-Bornemisza, dem Museo del Prado und dem Real Jardín Botánico de Madrid ging es bis zum Fuente de la Alcachofa, bei dem die Fahrer eine Wende vollführten. In entgegengesetzter Richtung ging es nun bis zum Plaza de Cibeles mit dem Palacio de Cibeles, ehe die Strecke auf den letzten Metern auf die Gran Vía führte. Das Ziel befand sich vor dem alten Sitz der Fundación Telefónica.
|                 | Ort                                           | Kilometer |
| --------------- | --------------------------------------------- | --------- |
| Start           | Madrid (Distrito Telefónica)                  | 0         |
| 1. Zwischenzeit | Madrid (Avenida Del Ingeniero Emilio Herrera) | 7,9       |
| 2. Zwischenzeit | Madrid (Plaza de Castilla)                    | 14,1      |
| Ziel            | Madrid (Gran Vía)                             | 24,6      |

## Rennverlauf
Mit Tim Naberman (dsm-firmenich PostNL) eröffnete der letzte der Gesamtwertung das Abschlusszeitfahren. Der Niederländer wurde jedoch auf der Strecke von Thibault Guernalec (Arkéa-B&B Hotels) eingeholt, der mit 27 Minuten und 43 Sekunden die erste Richtzeit aufstellte. Nachdem Kasper Asgreen (Soudal Quick-Step) nicht an die Zeit des Franzosen herankam, stellten die beiden Zeitfahr-Spezialisten Edoardo Affini (Visma-Lease a Bike) und Victor Campenaerts (Lotto Dstny) neue Bestzeiten auf, wobei letzterer die 24,6 Kilometer in einer Zeit von 27 Minuten und 22 Sekunden absolvierte. Auch die Zeit des Belgiers wurde jedoch wenig später durch Mauro Schmid (Jayco AlUla) und Filippo Baroncini (UAE Team Emirates) unterboten. Der zuletzt genannte verbesserte die Bestzeit auf 27 Minuten und elf Sekunden was einer Durchschnittsgeschwindigkeit von 54,3 km/h entspricht. Kurz darauf ging Stefan Küng (Groupama-FDJ) ins Rennen. Der Schweizer stellte bei beiden Zwischenzeiten eine neue Bestleistung auf, ehe er das Ziel nach 26 Minuten und 28 Sekunden erreichte und die vorherige Bestmarke um 43 Sekunden unterbot (55,8 km/h im Schnitt).
Nachdem Mattia Cattaneo (Soudal Quick-Step) eine neue Bestzeit um 42 Sekunden verpasst hatte, gingen die Gesamtklassement-Fahrer ins Rennen, die jedoch nicht an die Zeit von Stefan Küng herankamen. Mattias Skjelmose Jensen (Lidl-Trek) erreichte das Ziel in einer Zeit von 27 Minuten und 30 Sekunden und stand somit als Sieger der Nachwuchswertung fest. Im Kampf um das Podium kam es zu keinen Veränderungen, da Richard Carapaz (EF Education-EasyPost) die Strecke nur weniger als eine Sekunde schneller als Enric Mas (Movistar) absolvierte. Ben O’Connor (Decathlon AG2R La Mondiale) sicherte seinen zweiten Gesamtrang mit dem vorläufig zehnten Rang ab, ehe mit Primož Roglič (Red Bull–Bora–Hansgrohe) der letzte Fahrer das Ziel erreichte. Der gesamtführende Slowene konnte bei beiden Zwischenzeiten nicht an Stefan Küng herankommen und belegte schlussendlich mit einem Rückstand von 31 Sekunden den zweiten Etappenrang, womit er seinen vierten Vuelta-a-España-Sieg fixierte.
Schlussendlich gewann Primož Roglič die Gesamtwertung mit einem Vorsprung von zwei Minuten und 36 Sekunden. Ben O’Connor wurde Zweiter, gefolgt von Enric Mas, der mit einem Rückstand von drei Minuten und 13 Sekunden den dritten Gesamtrang belegte. Mattias Skjelmose Jensen verdrängte David Gaudu (Groupama-FDJ) vom fünften Gesamtrang und setzte sich zudem in der Nachwuchswertung durch. Die Punktewertung ging an Kaden Groves (Alpecin-Deceuninck), während sich Jay Vine (UAE Team Emirates) in der Bergwertung durchsetzte. Die Mannschaftswertung gewann das UAE Team Emirates. Von den 176 Fahrern, die beim Auftaktzeitfahren von Lissabon an den Start gegangen waren, erreichte 135 den Zielstrich in Madrid.

## Ergebnis
| \| Etappenergebnis \| Etappenergebnis \| Etappenergebnis \| Etappenergebnis \| Etappenergebnis \| \| Fahrer \| Fahrer \| Land \| Team \| Zeit \| \| --------------- \| ------------------ \| --------------- \| -------------------------- \| --------------- \| \| 1. \| Stefan Küng \| Schweiz \| Groupama-FDJ \| 26 min 28 s \| \| 2. \| Primož Roglič \| Slowenien \| Red Bull-Bora-Hansgrohe \| + 30 s \| \| 3. \| Mattia Cattaneo \| Italien \| Soudal Quick-Step \| + 41 s \| \| 4. \| Filippo Baroncini \| Italien \| UAE Team Emirates \| + 43 s \| \| 5. \| Mauro Schmid \| Schweiz \| Team Jayco AlUla \| + 46 s \| \| 6. \| Mathias Vacek \| Tschechien \| Lidl-Trek \| + 52 s \| \| 7. \| Victor Campenaerts \| Belgien \| Lotto Dstny \| + 54 s \| \| 8. \| Mattias Skjelmose \| Dänemark \| Lidl-Trek \| + 1 min 01 s \| \| 9. \| Harry Sweeny \| Australien \| EF Education-EasyPost \| + 1 min 02 s \| \| 10. \| Bruno Armirail \| Frankreich \| Decathlon-AG2R La Mondiale \| + 1 min 03 s \| |                    |            |                            |              |
| |                    |            |                            |              |
| Quelle: ProCyclingStats |                    |            |                            |              |
| Etappenergebnis |                    |            |                            |              |
| Fahrer | Fahrer             | Land       | Team                       | Zeit         |
| 1. | Stefan Küng        | Schweiz    | Groupama-FDJ               | 26 min 28 s  |
| 2. | Primož Roglič      | Slowenien  | Red Bull-Bora-Hansgrohe    | + 30 s       |
| 3. | Mattia Cattaneo    | Italien    | Soudal Quick-Step          | + 41 s       |
| 4. | Filippo Baroncini  | Italien    | UAE Team Emirates          | + 43 s       |
| 5. | Mauro Schmid       | Schweiz    | Team Jayco AlUla           | + 46 s       |
| 6. | Mathias Vacek      | Tschechien | Lidl-Trek                  | + 52 s       |
| 7. | Victor Campenaerts | Belgien    | Lotto Dstny                | + 54 s       |
| 8. | Mattias Skjelmose  | Dänemark   | Lidl-Trek                  | + 1 min 01 s |
| 9. | Harry Sweeny       | Australien | EF Education-EasyPost      | + 1 min 02 s |
| 10. | Bruno Armirail     | Frankreich | Decathlon-AG2R La Mondiale | + 1 min 03 s |

## Gesamtstände
| \| Gesamtwertung \| Gesamtwertung \| Gesamtwertung \| Gesamtwertung \| Gesamtwertung \| \| Fahrer \| Fahrer \| Land \| Team \| Zeit \| \| ------------- \| ------------- \| ------------- \| ------------- \| ------------- \| |        |      |      |      |
| |        |      |      |      |
| Quelle: ProCyclingStats |        |      |      |      |
| Gesamtwertung |        |      |      |      |
| Fahrer | Fahrer | Land | Team | Zeit |

| Punktewertung | Punktewertung | Punktewertung | Punktewertung | Punktewertung |
| Fahrer        | Fahrer        | Land          | Team          | Punkte        |
| ------------- | ------------- | ------------- | ------------- | ------------- |

| Bergwertung | Bergwertung | Bergwertung | Bergwertung | Bergwertung |
| Fahrer      | Fahrer      | Land        | Team        | Punkte      |
| ----------- | ----------- | ----------- | ----------- | ----------- |

| Nachwuchswertung | Nachwuchswertung | Nachwuchswertung | Nachwuchswertung | Nachwuchswertung |
| Fahrer           | Fahrer           | Land             | Team             | Zeit             |
| ---------------- | ---------------- | ---------------- | ---------------- | ---------------- |

| Mannschaftswertung | Mannschaftswertung | Mannschaftswertung | Mannschaftswertung |
| Team               | Team               | Land               | Zeit               |
| ------------------ | ------------------ | ------------------ | ------------------ |